# CANSA C.5
Il CANSA C.5 era un monomotore da turismo ed addestramento biplano sviluppato dall'azienda aeronautica italiana Cansa (Costruzioni Aeronautiche Novaresi S.A.) nei tardi anni trenta.
Realizzato in versione monoposto e biposto e destinato alla formazione dei piloti civili venne utilizzato nelle scuole di volo civili della Reale Unione Nazionale Aeronautica (RUNA) e per quelli da caccia delle scuole di volo della Regia Aeronautica. In seguito, come conseguenza della firma dell'armistizio di Cassibile, vennero sequestrati dal personale della Wehrmacht ed assegnati ai reparti di addestramento della Luftwaffe.

## Storia
Nei tardi anni trenta l'Ufficio di stato maggiore espresse la volontà di modificare le normative che regolavano la formazione ed addestramento al volo, promuovendo l'utilizzo dei soli velivoli monoposto ed eliminando o riducendo drasticamente quelli biposto dotati di doppio comando. Nell'autunno 1938 il documento venne esaminato dall'Ispettorato delle Scuole e dalla DGCA e quest'ultima, per il brevissimo tempo a disposizione prima della chiamata degli allievi piloti con il bando del 1938-1939, contattò la CANSA di Cameri per lo studio di un velivolo adatto allo scopo.
L'azienda rispose con una relazione ad opera dell'ingegnere Ugo Graneri che avanzava la proposta dell'uso di due distinti modelli, l'AVIA L.3 ed uno realizzato della CANSA, identificato con la designazione C.5 caratterizzato dalla costruzione mista, velatura biplana, carrello fisso e motorizzazione dotata di limitata potenza. L'ispettorato scuole si espresse nel raccomandare alle scuole di volo l'utilizzo di velivoli Fiat A.S.1 ed IMAM Ro.5 opportunamente modificati e depotenziati per dare l'opportunità agli allievi di prendere confidenza con la manovra di rullaggio e solo in seguito passare ai due modelli proposti come successivi livelli di preparazione.

## Utilizzatori

### Civili
Italia
- Reale Unione Nazionale Aeronautica (RUNA)

### Militari
Germania
- Luftwaffe

 Italia
- Regia Aeronautica